# Hydrostachys distichophylla
Hydrostachys distichophylla är en tvåhjärtbladig växtart som beskrevs av Adrien Henri Laurent de Jussieu. Hydrostachys distichophylla ingår i släktet Hydrostachys och familjen Hydrostachyaceae. Utöver nominatformen finns också underarten H. d. hildebrandtii.

## Bildgalleri

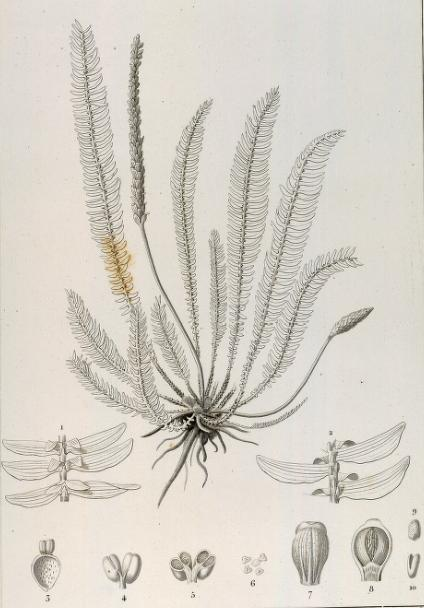